# Esprit nouveau
Der esprit nouveau – oder auch esprit nouveau et les poètes – ist ein Werk von Guillaume Apollinaire, das er am 26. November 1917 im Pariser Theater Vieux-Colombier öffentlich macht und das sein künstlerisches Manifest darstellt. Es wird sehr kontrovers aufgenommen, sowohl von seinen Gegnern als auch von seinen Freunden und engen Vertrauten.

## Das Manifestesprit Nouveau et les poètes

### Allgemeine Merkmale
Grundlegend muss man festhalten, dass Apollinaire den beschriebenen esprit nouveau et les poètes nicht als eine neue Strömung sah, die er erfunden habe. Vielmehr sah er es als seine Aufgabe an, zahlreiche neue, in Frankreich vorherrschende Tendenzen und Ansichten unter „einem Dach“ zu versammeln und zu bündeln. Somit existiere der esprit nouveau et les poètes schon immer, aber erst jetzt werde er sich seiner selbst bewusst. Weiterhin folge er einer natürlichen Ordnung, was sich in seiner Einfachheit und Unkompliziertheit äußere. Der esprit nouveau et les poètes sei weniger opulent oder verschwenderisch, wie es beispielsweise der Wagnerismus gewesen sei. Außerdem sah Apollinaire im esprit nouveau auch ein gewaltiges Potenzial, das in seinem Programm stecke; seiner Meinung nach hatte der esprit nouveau die Fähigkeit zu einem „esprit universel“ (Esprit Nouveau et les Poètes, 388), also zu einer mehr Bereiche umfassenden Bewegung, zu werden.
Ein weiteres wichtiges Merkmal des Manifests war die Verbindung, die Apollinaire zu den Wissenschaftlern zog. So möchte er neue Erkenntnisse über das Universum zu Tage fördern, die durchaus gleichwertig mit denen der Naturwissenschaften seien.

### Die Rolle des Dichters
Zentral in Apollinaires Grundsatzerklärung war die Rolle, die der Dichter im esprit nouveau et les poètes spielte. Als grundlegende Basis für die neue Bewegung sollte die Wahrheit dienen. So sollte der Dichter stets auf der Suche danach und um ebendiese bemüht sein; der Dichter sollte als ein personifizierter Vertreter der Wahrheit anerkannt werden. Schlussendlich bezeichnet er den Poeten sogar als „seul dispensateur du beau et du vrai“ (Esprit Nouveau et les Poètes, 393).
Aber er mengte seinem Dichterbegriff noch andere Eigenschaften bei. So sind laut Apollinaire la poésie und la création eng miteinander verbunden und der Dichter sei jemand, der die Basis für die herausragenden Erfindungen der Menschheit liefere, die dann von den Erfindern lediglich noch in die Tat umgesetzt werden müssen. Diese These trieb er auf die Spitze, indem er sogar Isaac Newton als einen Dichter benannte. Außerdem sprach Apollinaire den Dichtern des esprit nouveau prophetischen Charakter zu; die Dinge, die beschrieben werden, müssen auch in die Tat umgesetzt werden.
Weiterhin müsse es auch stets ein erklärtes Ziel eines jeden Dichters sein, bisher noch nicht zusammengesetzte Aspekte zu kombinieren und das auf neue und natürliche Weise zu tun. Konkret hieß das, dass der allgegenwärtige, technische Fortschritt durchaus mit dem esprit nouveau et les poètes für Apollinaire vereinbar war und als Chance gesehen wurde.
Weiterhin beschrieb Apollinaire das Motiv der surprise, also der Überraschung, die oftmals Hand in Hand mit den Wahrheiten gehe. Denn es seien gerade die besagten Wahrheiten, die oftmals von der Gesellschaft als unzulässig betrachtet würden. Um die Überraschung hervorzurufen, genüge es, die Wahrheiten einfach offen darzulegen – zumal viele von ihnen noch nicht näher erforscht seien – oder aber das Vordringen in die énormes espaces imaginatifs (Esprit Nouveau et les Poètes, 393).

### Die Suche nach der Wahrheit
Der nächste Punkt ist der bereits angesprochene Aspekt der Wahrheit in Apollinaires Programm. Der Dichter solle nicht nur stets auf der Suche nach ihr, er solle auch um eine wahrheitsgetreue Abbildung der Welt bemüht sein. Außerdem führt er das Konzept der vérité supposée ein, das heißt, dass es für ihn eine vérité littéraire, eine literarische Wahrheit, gab.

« On peut également exprimer une vérité supposée qui cause la surprise, parce qu’on n’avait point encore osé la présenter. Mais une vérité supposée n’a point contre elle le bon sens, sans quoi elle ne serait plus la vérité, même supposée. C’est ainsi que j’imagine que, les femmes ne faisant point d’enfants, les hommes pourraient en faire et que je le montre, j’exprime une vérité littéraire qui ne pourra être qualifiée de fable que hors de la littérature, et je détermine la surprise. Mais ma vérité supposée n’est pas plus extraordinaire, ni plus invraisemblable que celles des Grecs, qui montraient Minerve sortant armée de la tête de Jupiter. »

Es seien also die Mythen, die darauf warten, realisiert zu werden und es sei die Aufgabe des Dichters, eben jene zu erfinden. Diesen Gedanken illustriert Apollinaire mit der Geschichte von Ikarus; denn der Traum vom Fliegen sei heutzutage keine Fabel mehr. Somit schlussfolgert er, dass es die Pflicht des Poeten sei, neue Mythen zu konzipieren, die dann durch die Erfinder zur verité réelle werden können. Dieser Gedankengang korrespondiert eng mit der bereits beschriebenen prophétie, die dem Dichter die Möglichkeit einräumt, mit seinen Werken direkten Einfluss auf die Realität zu nehmen.

### Bezug zu anderen Strömungen und Epochen
Bei all seiner Progressivität, wie steht Apollinaire zu bereits vergangenen Strömungen? Grundsätzlich nimmt er sich keine Epoche als direktes Vorbild, obgleich er der Antike relativ positiv gegenüber eingestellt ist – schließlich benötigt er auch das „Mythenkonzept“ aus dieser Zeit, um seine Theorie des mythen-verfassenden Dichters aufrechtzuerhalten. Zudem übernimmt er Tugenden, die aus diesen Zeiten stammen, wie einen gesunden Menschenverstand, einen kritischen Geist sowie einen Gesamtüberblickes über das Universum und die menschliche Seele. Dennoch sei der esprit nouveau et les poètes mehr als eine „simple constatation de l’Antiquité“ (Esprit Nouveau et les Poètes, 385), greife er doch die Denkweisen aus vielen verschiedenen Strömungen auf. Dabei geht er allerdings nicht mit jeder Epoche so positiv ins Gericht wie mit dem klassischen Altertum. So lehne er, wie bereits eingangs erwähnt, die Merkmale des pompösen Wagnerismus strikt ab. Der esprit nouveau et les poètes sei auch mehr als der beau décor romantique (Esprit Nouveau et les Poètes, 385) – selbst das Schauerliche und das Lächerliche sollen als das, was sie seien, also wahrheitsgetreu, wiedergegeben werden.

## Rezeptionisten

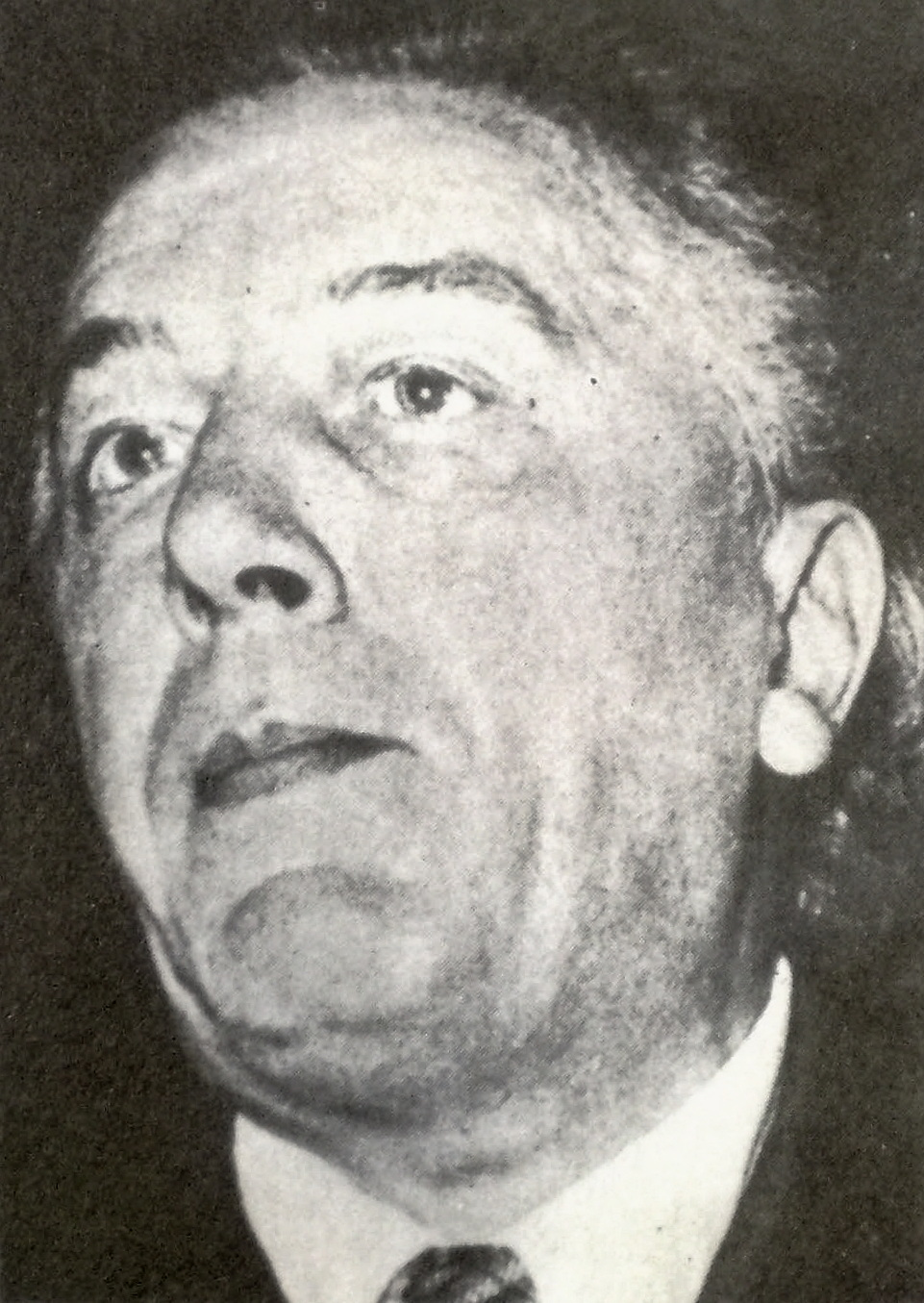
André Breton.

### André Breton
André Breton hat sich vor allem als wichtigster Theoretiker des Surrealismus einen Namen gemacht. Sein Leben ist eng mit dieser Bewegung verwoben gewesen.
Nach der Veröffentlichung des Manifests von Apollinaire ist es vor allem Breton gewesen, der kein gutes Wort am esprit nouveau et les poètes gelassen hat. Obwohl er Apollinaire einst über alle Maßen gelobt hatte, ihn beispielsweise sogar den lyrisme en personne nennt und ihm den Charakter einer „Signalrakete“ zuspricht, kann er den Ideen des Manifestes keineswegs zustimmen. Die Bewunderung für Apollinaire, den Poeten, bliebe zwar weiterhin bestehen, aber Apollinaire, dem Theoretiker, könne er nichts Positives abgewinnen. Im Allgemeinen wird Bretons Wortwahl dem esprit nouveau et les poètes und auch Apollinaire gegenüber als verhältnismäßig hart angesehen. So schreibt er in La Révolution surréaliste, einer Artikelsammlung über den Surrealismus und die Malerei, dass es der Tod gewesen sei, der Apollinaire noch rechtzeitig daran gehindert habe, sich noch unbeliebter zu machen.
Auch hat er am 22. November 1922 bei einer Kunstausstellung von Francis Picabia in Barcelona kein gutes Wort für den esprit nouveau übrig – im Gegenteil. Breton kritisiert das néant de sa méditation scharf. Außerdem sähe er überhaupt keinen Sinn in dem ganzen Aufheben, das um den esprit nouveau et les poètes gemacht wird; er stellt die für ihn offensichtliche inutilité de tout ce bruit klar und deutlich heraus.
Selbst in einem späteren Artikel im Jahre 1954, der den Namen Ombre non pas serpent, mais d’arbre en fleurs trägt, ändert er seine Meinung nicht. Hier macht er ein weiteres Mal klar, dass er mit dem Theoretiker Apollinaire nichts anfangen könne; er bezeichnet ihn sogar als einen médiocre théoricien. Außerdem kritisiert er, dass Apollinaire jedes Mal, als er versucht hat, Gelassenheit zu prophezeien, gescheitert sei.
Zudem würde Apollinaire in seinem Manifest Ansichten vertreten, die mit den Prinzipien Bretons unvereinbar seien. So spricht sich Apollinaire klar für l’ordre und le bon sens aus. Dem kann Breton als zentrale Figur des Surrealismus, einer Bewegung, die sich gegen Begrenzungen und Einschränkungen aller Art ausspricht, nichts abgewinnen. So beschreibt er in seinem ersten Manifeste du Surréalisme im Jahre 1924 den Surrealismus als einen

« automatisme psychique pur, par lequel on se propose d’exprimer, soit verbalement, soit par écrit, soit de toute autre manière, le fonctionnement réel de la pensée. Dictée de la pensée, en l’absence de tout contrôle exercé par la raison, en dehors de toute préoccupation esthétique ou morale. »

Es ist selbsterklärend, dass Breton somit kein System wie den esprit nouveau unterstützen kann, das das freie Spiel der Vorstellungskraft durch Regeln oder Pflichten einschränkt – oder gar zensiert. Es sei dagegen die imagination, die im Zentrum des Surrealismus stehen sollte.

« L’imagination est peut-être sur le point de reprendre ses droits. Si les profondeurs de notre esprit recèlent d’étranges forces capables d’augmenter celles de la surface, ou de lutter victorieusement contre elles, il y a tout intérêt à les capter, à les capter d’abord, pour les soumettre ensuite, s’il y a lieu, au contrôle de notre raison. »

Ebenso wenig kann er mit den nationalistischen Äußerungen Apollinaires im esprit nouveau et les poètes anfangen. Sicherlich muss man bedenken, dass der esprit nouveau et les poètes in der Zeit des Ersten Weltkrieges entstanden ist und dass man ihn somit nicht an dem heutigen Verständnis von Nationalismus messen darf; dennoch sahen zahlreiche Dichter, darunter eben Breton, diese stark patriotischen Ansichten als überzogen an. So sollten gemäß Apollinaire alle Ideen und literarischen Tendenzen von Frankreich ausgehen und die ganze Welt erreichen, zumal es nur die Franzosen wären, die zu so einer Leistung des Geistes überhaupt befähigt seien. Der Surrealismus hingegen sei eine internationale Bewegung, die nicht durch Ländergrenzen oder dergleichen beschränkt werden dürfe.

### André Billy
Breton sollte aber längst nicht der Einzige mit solch einer negativen Meinung zum esprit nouveau et les poètes bleiben. Ein weiterer Freund Apollinaires, der nach der Veröffentlichung des Manifests zum Kritiker wurde, ist André Billy. Literarisch macht er sich vor allem einen Namen mit der Veröffentlichung zahlreicher Briefwechsel: zu den bekanntesten zählen die veröffentlichten Briefe, die er mit Apollinaire geschrieben hat.
Obwohl André Billy auch ein guter Freund und Bewunderer von Apollinaire, dem Poeten, gewesen ist, fällt sein Urteil über den esprit nouveau et les poètes ebenfalls nicht positiver aus als das von André Breton; allerdings wählt André Billy hierfür weniger harte Worte.
So stellt er zunächst fest, dass der esprit nouveau et les poètes „très réellement son testament littéraire“  (Apollinaire vivant, 32) sei. Dies hindert ihn aber dennoch nicht daran, Apollinaires Manifest zu kritisieren; in gemäßigteren Worten als beispielsweise Breton erklärt Billy, dass Apollinaires « vues esthétiques, d’une modestie et d’un héroisme sans précédant, appellent le sourire et la sympathie, sinon l’acquiescement » (Apollinaire vivant, 57). In dieser Feststellung wird Billys zentraler Standpunkt, zumindest der der 1920er Jahre, klar. Er findet zwar positive Worte für Apollinaire, allerdings nur auf einer eher charakterlichen Ebene. Dem Theoretiker kann auch Billy nicht zustimmen. Ferner bemerkt er, als er über Apollinaires Gedicht La Chanson du Mal Aimé spricht, dass « le poète de ces vers-là, ce n’est ni l’obus, ni la grippe qui l’ont tué, c’est l’âge, et c’est aussi 'l’esprit nouveau'. Maudit 'esprit nouveau' » (Apollinaire vivant, 68). Man merkt hier zum einen deutlich, wie sehr Billy den „Fall“ seines Mentors bedauert, zum anderen aber auch, was der esprit nouveau et les poètes im Großen und Ganzen für Billy darstellt: das Todesurteil für Apollinaire.
Ähnlich wie Breton befasst sich Billy rund 20 Jahre später noch einmal von Neuem mit Apollinaires esprit nouveau et les poètes. Im Jahre 1947 schreibt er in seinem zweiten Buch, das er Apollinaire widmet, dass er sich sicher sei, dass einzig und allein das frühe Ableben Apollinaires an dem schlechten Ruf des esprit nouveau et les poètes schuld sei. Wäre es seinem Mentor vergönnt gewesen, sein Manifest noch einmal zu überarbeiten und an einigen Stellen gewisse Sachverhalte ins rechte Licht zu rücken, würde man heute anders über ihn denken.
Außerdem sieht Billy stärkere Parallelen vom Surrealismus zum esprit nouveau als Breton. So räumt Breton zwar ein, dass Apollinaire maßgeblich an der Verbreitung des Begriffes Surrealismus beteiligt sei und auch, dass das Konzept der surprise durchaus mit Apollinaire in Verbindung stehe – allerdings auch kaum mehr als das. Billy hingegen kann für sich eine Brücke zwischen dem Manifest und der Bewegung des Surrealismus schlagen. So schreibt er:

« Les ambitions de l’esprit nouveau se sont éteintes avec lui. Non pas toutes, cependant. En tant qu’exploration du subconscient, le surréalisme a bien été une manifestation de l’esprit nouveau anti-esthétique, anit-littéraire et conforme aux principes posés par Apollinaire, notamment au principe de la surprise. »

Zwar lässt sich Billy keineswegs dazu hinreißen, beide Denkweisen gleichzusetzen, aber er sieht doch die Ähnlichkeit der beiden, vor allem in der Bedeutung, die die beiden Gesinnungen der surprise beimessen. Dies bestätigt ebenfalls sogar Breton, als er im Jahre 1950 Francis Picardia als einen Meister der surprise lobt, was eben jenes Konzept darstellt, das Apollinaire schon in seinem esprit nouveau et les poètes beschrieben hatte.
Im Jahre 1965 ist es dann sogar nicht nur die surprise, die Billy dem Manifest als mehr oder minder einzigen positiven Punkt abgewinnt, sondern sein ganzer Standpunkt gegenüber den Ideen Apollinaires zwischen 1916 und 1918 hat sich verändert. Zwar geht er nur am Rande konkret auf den Inhalt des esprit nouveau et les poètes ein, aber er spricht jetzt von einem Signalcharakter, den das Manifest für den damaligen Zeitabschnitt gehabt habe. So erwähnt er, dass Apollinaires esprit nouveau zu dieser Zeit „régnait sur la revue Sic de Pierre-Albert Birot, sur Nord-Sud de Pierre Reverdy, sur tous les poètes et peintres d’avant-garde“ (Œuvres poétiques, XXXVIII). Billy spricht Apollinaire nun den Status eines annonciateur, eines Verkünders, eines neuen Humanismus zu; außerdem habe er die Lyrik mit der Wissenschaft versöhnt. Apollinaires Vorgehen sei mutig gewesen, ohne dabei in einem übertriebenen Maße leichtsinnig gewesen zu sein.

### Francis Carmody
Anders als die beiden vorhergehenden Rezeptionisten, ist Francis Carmody nie persönlich mit Guillaume Apollinaire bekannt gewesen; sie haben noch nicht einmal zur selben Zeit gelebt. Carmody vermag es daher, mit einer gewissen zeitlichen Distanz an das Schaffen Apollinaires heranzutreten und nennt zum Teil andere Gesichtspunkte als Breton und Billy.
Es ist Francis Carmody, der in seinem Werk L’Esthétique de l’Esprit Nouveau die Jahre 1912 bis 1918 mit dem Etikett des esprit nouveau versieht. Er nimmt hier vor allem Bezug auf zahlreiche künstlerische und literarische Tätigkeiten während dieser Zeit. Er versteht Apollinaires esprit nouveau als ein Sammelsurium verschiedener Denkweisen und scheut auch nicht davor, anderen Strömungen, wie beispielsweise dem Futurismus, dem Kreationismus oder auch dem Surrealismus, den Stempel esprit nouveau aufzudrücken; selbst Apollinaires Definition des Kubismus versucht er mit dem esprit nouveau in Verbindung zu setzen.

« Apollinaire tent de tout sauver et d’établir une unité artistique par l’expression 'esprit nouveau'; elle a peut de succès, d’abord parce que le maître lui-même lui donna plusieurs sens contradictoires, ensuite parce qu’elle est vague et à petites distances équivoque »

Außerdem kritisiert er hier, ähnlich wie Breton, einige inhaltliche Schwächen bzw. widersprüchliche Aussagen, die das Manifest seiner Ansicht nach aufwirft.
Über die Konferenz an sich oder gar die Art der Darbietung verliert er kaum Worte; einzig eine relativ oberflächliche Bemerkung ist überliefert. In diesem Ausspruch bemerkt er lediglich, dass es sich Apollinaire nicht allzu schwer gemacht habe. Indem Apollinaire in unkriegerischer Art und Weise eine neue Zeit proklamiert, ginge er laut Carmody kein allzu großes Wagnis ein – im Gegenteil.
Dennoch ist sich Carmody sicher, dass „L’esprit nouveau (…) est l’esprit d’Apollinaire“ (Wijk, 22). In diesem Zitat wird deutlich, dass sich Carmody, trotz aller Kritik, absolut sicher ist, dass der neue Geist untrennbar mit Apollinaire verbunden sei.
Als er einige Jahre später eine Abhandlung über den Dichter Apollinaire, während der Jahre 1901 bis 1914, verfasst, spricht er indirekt über einige zentrale Punkte, die der esprit nouveau et les poètes aufgeworfen hat und weswegen er kritisiert worden ist. Carmody macht hier deutlich, dass für ihn Apollinaire keinesfalls ein herausragender Theoretiker gewesen sei. In dieser Annahme geht er somit mit Bretons Meinung von 1954 über Apollinaire, den mittelmäßigen Theoretiker, d’accord.
Ebenso stellt er fest, dass Apollinaires Verlangen nach der Verbindung von Dichtung und Fortschritt nicht gut für ihn gewesen sei; so wählt Carmody hier deutliche Worte: Apollinaire sei von der Sehnsucht, beide Felder, also die Lyrik und die modernen Techniken, zu verbinden, schlichtweg „verfolgt“ worden. Allerdings räumt Carmody auch ein, dass das Konzept der surprise durchaus etwas Neues sei und absolut in Verbindung mit den Ideen des Surrealismus stehe.
Auch wenn Carmody es nicht explizit erwähnt, sind es doch Aussagen wie “He denounces the very methods he had himself used in 1913 and was still using in 1917” (Carmody, 121), die einen darauf schließen lassen, dass seiner Meinung nach Apollinaire mit seinem Manifest nur seine eigene Arbeit und Methoden in einem gewissen Maße rechtfertigen will.
Insgesamt kann man feststellen, dass sich Francis Carmodys Meinung über den esprit nouveau et les poètes im Laufe der Zeit nicht verändert hat. Ein Wandel seiner Ansichten, wie er beispielsweise bei André Billy zu beobachten ist, stellt sich nie bei ihm ein.